# Catharina Fredriks
Catharina Walrica Maria (Ineke) Fredriks (1947 – Leiden, 15 november 2016) was een Nederlandse schrijfster, vooral bekend als de bedenker, scenarioschrijfster en regisseur van kinderseries zoals Ik Mik Loreland en Leesdas Lettervos Boekentas.

## Werkverleden
Fredriks werkte gedurende 25 jaar, tot haar pensioen, fulltime voor de Nederlandse Onderwijs Televisie, dat later Teleac/NOT werd. Bij de omroep bedacht, regisseerde en schreef ze het script en de liedjes voor verschillende educatieve kinderseries voor Schooltv, waaronder Ik Mik Loreland, Leesdas Lettervos Boekentas, Rekenverhalen, De Schatkast en Kramerije. Deze programma's vertoonden vaak onderlinge samenhang, waarbij personages en poppen werden hergebruikt.
Naast haar werk bij de omroep heeft ze diverse kinderboeken geschreven, waaronder een aantal over Sinterklaas.

## Persoonlijk
Fredriks was in de jaren 70 actief als actrice in het jeugdtheater en lid van het gezelschap Kindertheater Pssstt, dat deel uitmaakte van het HOT in Den Haag. Gedurende deze periode had ze een relatie met medespeler Herman Frank.
Fredriks was de moeder van Bor Verkroost, die landelijke bekendheid verwierf door zijn zeldzame huidziekte. Bij de geboorte van haar zoon in 1978 vertelden de artsen dat hij hooguit drie weken te leven had vanwege de aangeboren epidermolysis bullosa. Hoewel haar werd geadviseerd om haar kind op te laten groeien in een verpleeghuis, koos ze ervoor om hem zelf op te voeden, zonder betrokkenheid van de vader die het gezin eerder had verlaten. Naast de opvoeding van haar zieke zoon, besloot ze ook fulltime te werken en begon ze na haar veertigste met een studie Nederlands, die ze succesvol afrondde.
Via een contactadvertentie in de krant raakte ze in contact met Pieter Wentzel, een psycholoog uit Amsterdam. In 1999 trouwde ze met hem. Wentzel had sinds 1990 een boeken- en prentenantiquariaat in Weesp die hij samen met Fredriks beheerde. Na de sluiting in 2015 verhuisden ze samen naar Leiden.
Eind 2013 plaatste haar zoon zijn euthanasieverklaring op Facebook om ervoor te zorgen dat zijn wens onbetwistbaar zou zijn. De euthanasie was een moeilijk onderwerp voor Fredriks. Op 25 juni 2016 overleed haar zoon op 37-jarige leeftijd. Zijn wens was dat zijn as op het Forum Romanum zou worden verstrooid, vanwege zijn fascinatie met het Romeinse Rijk. Fredriks reisde met haar man naar Rome om daar de as van haar zoon uit te strooien.
Na het verlies van haar zoon wijdde ze zich aan hun nieuwe woning samen met haar man. Ze nam ook plaats in het bestuur van Debra, een belangenvereniging voor mensen met epidermolysis bullosa, en begon met het leren van de Franse taal. Fredriks overleed echter twee weken na het bezoek aan Rome, thuis in bed, aan een acute hartstilstand.

## Filmografie
- Sinterkerst, eindredactie, regie en scenario (2006)
- Leesdas Lettervos Boekentas, eindredactie, regie en scenario (2003–2005)
- De Schatkast, eindredactie, regie en scenario (2000–2002)
- Rekenverhalen, samenstelling (1997–2001)
- Kramerije, eindredactie en scenario (1996–1997)
- Ik Mik Loreland, scenario (1994–1996)
- Boekenbuis, regie, redactie en geluid (1989–2003)
- Huisje, boompje, beestje, redactie en scenario (1988–199)
- Kijk mij nou!, samenstelling (1980–1989)
- Grabbelkast, redactie (1980–1989)
- Wiele wiele stap, samenstelling (1980–1989)